# Steele, Missouri
Steele är en ort i Pemiscot County i delstaten Missouri, USA.